# Гаганьян-3
«Гаганьян-3» (англ. Gaganyaan-3, хинди गगनयान-3) — третий беспилотный космический корабль Индии серии «Гаганьян». Запуск миссии планируется на 2026 год.

## Цели миссии
Планируется, что миссия продлится от восьми часов до суток полёта. Системы обеспечения окружающей среды и жизнеобеспечения, включающие поддержание температуры от 25 °C до 27 °C, удаление углекислого газа и поддержание соотношения кислорода и азота, также будут тщательно проверены роботом-гуманоидом Вьоммитра, управляющим космическим кораблём, который также полетит и на «Гаганьян-1», и на «Гаганьян-2».